# Parafia św. Stanisława Biskupa i Męczennika w Brodni
Parafia św. Stanisława Biskupa i Męczennika w Brodni – parafia rzymskokatolicka wchodząca w skład dekanatu warckiego diecezji włocławskiej.
Parafia z siedzibą w Brodni powstała przed XIV wiekiem. W 1644 została włączona do parafii w Zadzimiu, a w roku 1866 stała się znów samodzielną parafią.
Drewniany kościół parafialny o konstrukcji zrębowej zbudowano około roku 1556, a przebudowano w roku 1886. Trzynawowy kościół z transeptem o barokowym wystroju wnętrza został w 1967 wpisany do rejestru zabytków. W nawie głównej barokowy ołtarz jest ozdobiony obrazami św. Stanisława Biskupa (XVIII wiek) i Matki Bożej Różańcowej (XIX wiek). W nawach bocznych ołtarze osiemnastowieczne, rokokowe z obrazami św. Józefa, św. Mikołaja, św. Rocha i św. Rozalii.
Do parafii należy cmentarz położony w Brodni.
Każdego roku w parafii odbywa się 16 sierpnia odpust ku czci św. Rocha.